# Guilderland (Nueva York)
Guilderland es un pueblo ubicado en el condado de Albany en el estado estadounidense de Nueva York. En el año 2000 tenía una población de 32.688 habitantes y una densidad poblacional de 218 personas por km².

## Geografía
Guilderland se encuentra ubicado en las coordenadas 42°42′5″N 73°55′31″O / 42.70139, -73.92528.

## Demografía
Según la Oficina del Censo en 2000 los ingresos medios por hogar en la localidad eran de $58,669, y los ingresos medios por familia eran $68,472. Los hombres tenían unos ingresos medios de $48,742 frente a los $34,796 para las mujeres. La renta per cápita para la localidad era de $29,508. Alrededor del 4.1% de la población estaban por debajo del umbral de pobreza.